# Пендер, Уильям Дурси
Вильям Дурси Пендер (англ. William Dorsey Pender; 6 февраля 1834 — 18 июля 1863) — американский генерал, самый молодой и многообещающий офицер армии Конфедерации в годы американской гражданской войны. Участвовал в девяти сражениях войны, смертельно ранен в битве при Геттисберге.

## Ранние годы
Дурси Пендер родился в местечке Пендерский Перекрёсток, в округе Эджком, штат Северная Каролина. Его родителями были Джеймс и Салли Пендеры. В 1854 он окончил академию Вест-Пойнт (где был одноклассником Джорджа Ли и Джеба Стюарта) и был назначен временным вторым лейтенантом в 1-й артиллерийский полк. Позже он служил во 2-м артиллерийском, затем в 1-м драгунском, где он отличился на территории Вашингтон во время Индейских войн. 17 мая 1858 года получил звание первого лейтенанта.
3 марта 1859 года Пендер женился на Фэнни Шепперд, дочери конгрессмена Остина Шепперда. У них было трое детей: Самуэль Тернер, Дурси и Стефан Ли. В жизни Пендер был неэмоциональным человеком, а жена называла его «холодным и бесчувственным».

## Гражданская война
21 марта 1861 года Пендер уволился из рядов армии США и вступил в армию Конфедерации в качестве капитана артиллерии. К маю он стал полковником 3-го северокаролинского пехотного полка, а 15 августа 1862 года его перевели в 6-й северокаролинский. Он хорошо проявил себя в сражении при Севен-Пайнс в июне 1862 года и был повышен до бригадного генерала. Ему поручили командование северокаролинскую бригаду в дивизии Эмброуза Хилла. Президент Дэвис лично произвел его в генералы на поле боя у Севен-Пайнс. Бригада Пендера состояла из двух батальонов и четырёх полков:
- 2-й арканзасский батальон: майор У. Бронау
- 16-й северокаролинский: подп. Джон Макэлрой
- 22-й северокаролинский: полк. Джеймс Коннер
- 34-й северокаролинский: полк. Ричард Риддик
- 38-й северокаролинский: полк. Уильям Хук
- 22-й вирджинский батальон: кап. Джонсон

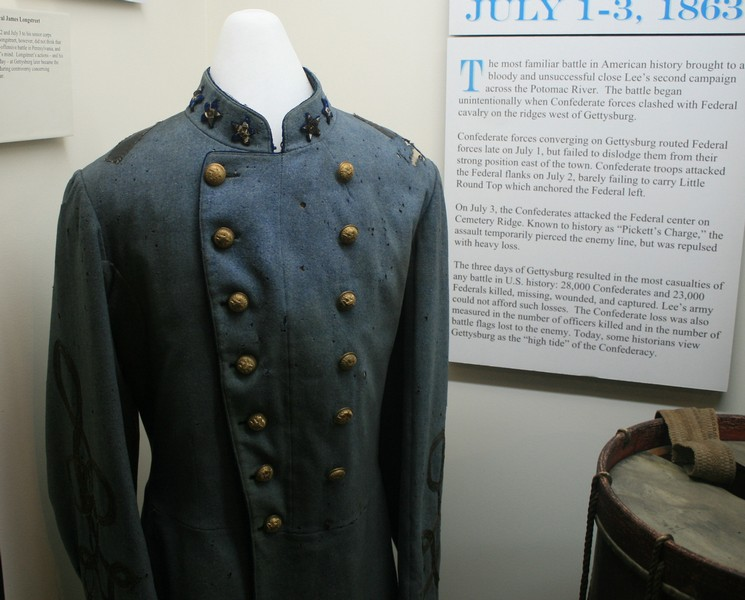
Мундир Уильяма Пендера

Во время Семидневной битвы Пендер проявил себя как агрессивный бригадный командир. Он получил ранение в руку при Глендейле, но быстро выздоровел и вернулся в бригаду, приняв участие в сражении у Кедровой Горы, при Втором Бул-Ране (где получил осколочное ранение головы), при Харперс-Ферри и в сражении при Энтитеме. К Энтитемскому сражению он прибыл в последний момент, вместе с Лёгкой Дивизией Хилла, которая спасла Конфедерацию от поражения на правом фланге.
Пендер был невысокого мнения о Джебе Стюарте и особенно не любил Томаса Джексона. Он писал, что Джексон когда-нибудь убьёт армию своими изматывающими маршами, и что он неспособен понять, что люди могут уставать, хотеть есть или спать.
При Фредериксберге он был снова ранен — в левую руку — но кость осталась цела, поэтому продолжил командовать бригадой, несмотря на кровотечение. При Чанселорсвилле, 2 мая 1863 года во время знаменитого флангового маневра Джексона был ранен Эмброуз Хилл, и Пендер принял командование дивизией. На следующий день он снова получил ранение руки: пуля убила офицера перед ним и попала в Пендера уже на излете.
После гибели Джексона генерал Ли реорганизовал армию, назначил Э. Хилла командующим Третьим корпусом, а Пендер, в свои 29 лет, был повышен до генерал-майора и командующего дивизией. Начальство отзывалось о нём хорошо. Ли писал президенту Дэвису: «Пендер превосходный офицер, внимательный, упорный и храбрый; выделялся в каждом сражении и, мне кажется, ранен в каждом из них». Один из офицеров писал, что он был «одним из самых спокойных, владеющих собой и совершенно бесстрашных под огнём людей, из всех, что я знал». Эмброуз Хилл оставил такую рекомендацию:

Генерал Пендер сражался в каждом сражении дивизии, был четыре раза ранен и ни разу не покинул поле боя, командовал самой опытной и обученной бригадой в дивизии, и более всех других заслужил доверие дивизии.
Оригинальный текст (англ.)– Gen. Pender has fought with the Division in every battle, has been four times wounded and never left the field, has risen by death and wounds from fifth brigadier to be its senior, has the best drilled and disciplined Brigade in the Division, and more than all, possesses the unbounded confidence of the Division. 
— Latin Library

## Геттисберг

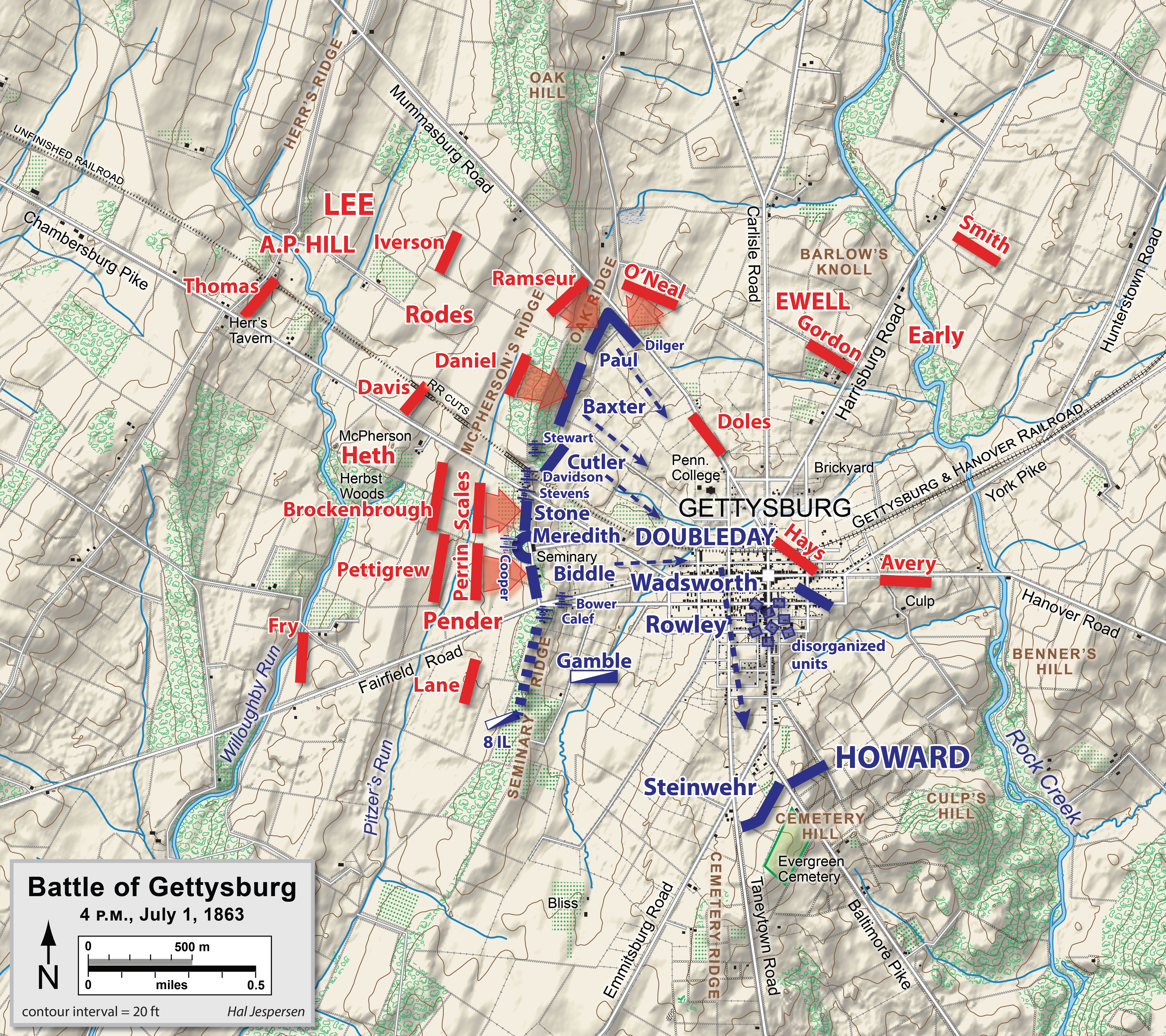
16:00, атака Пендера и Родса

Дивизия Пендера представляла собой бывшую «Легкую дивизию» Хилла, сокращенную на две бригады. К началу геттисбергской кампании она насчитывала 6681 человек и имела следующий состав:
- Бригада Макгоуэна(временный командир Эбнер Перрин), 5 южнокаролинских полков
- Бригада Джеймса Лэйна, 5 северокаролинских полков
- Бригада Эдварда Томаса, 4 джорджианских полка
- Бригада Альфреда Скейлса, 5 северокаролинских полков (бывшая бригада Пендера)

Многообещающая карьера Дурси Пендера кончилась под Геттисбергом. 1 июля 1863 года его дивизия была направлена на помощь дивизии Генри Хета. Она двигалась к Геттисбергу по Чамберсбергскому шоссе. Хет наткнулся на сильное сопротивление федерального I-го корпуса, и его первая атака была отражена. Отчего-то Пендер, всегда очень решительный, на этот раз не поддержал Хета, а занял позицию на Херр-Ридж и стал ждать развития событий. Во время второй атаки Хилл приказал Пендеру поддержать Хета, но на этот раз Хет отклонил помощь, и Пендер со своей дивизией остался в лесу. Во время новой атаки на хребет Макферсона Хет был ранен и не смог запросить помощи у Пендера. В 16:00 Хилл приказал Пендеру атаковать позиции противника на Семинарском Хребте. Атака трех бригад Пендера длилась 30 минут. Потери были велики — бригада Альфреда Скейлса была полностью расстроена картечным огнём артиллерии, но дивизия сумела ворваться на позиции противника и отбросить их на улицы Геттисберга. Совпавшая с успехом Родса, эта атака привела к бегству всей федеральной армии. «Дебют Пендера в роли дивизионного командира был выдающимся», писал Ларри Тагг.
2 июля дивизия Пендера стояла на Семинарском Хребте, занимая фронт от семинарии до позиций дивизии Андерсона. Он должен был поддержать атаку Лонгстрита на персиковый сад и Литл-Раунд-Топ. Но он был ранен в бедро осколком снаряда и передал командование Джеймсу Лейну. Смена командования привела к тому, что атака сорвалась. Пендер был вывезен в Стонтон (Вирджиния), где 18 июля у него порвалась артерия на ноге. Хирурги ампутировали ногу, но спасти Пендера не удалось, и он умер через несколько часов.

## Память
Пендер был похоронен в Тарборо, Северная Каролина. В честь него в 1875 году был введен округ Пендер. В 1965 году была издана книга «The General to his Lady: The Civil War letters of William Dorsey Pender to Fanny Pender».
Во время Второй мировой войны ВМС США ввели в строй транспортный корабль класса «Либерти» — «SS William D. Pender».